# صلاح الدين الحمادي
صلاح الدين الحمادي (10 مايو 1966-) هو كاتب وشاعر تونسي، يكتب الشعر والقصة وقصص الأطفال والمقالة السياسية.

## سيرته
وُلد صلاح الدين الحمادي في 10 مايو 1966 بالرشارشة في المهدية. متحصل على الأستاذية في اللغة العربية وآدابها، وشهادة الماجستير في اللغة والأدب والحضارة العربية. باحث جامعي مسجل بشهادة الدكتوراه. يكتب الشعر والقصة وقصص الأطفال والمقالة السياسية.
عضو باتحاد الكتاب التونسيين منذ 1993 وعضو بهيئته الإدارية في الفترة ما بين 2001 إلى 2011، وهو عضوٌ بالرابطة التونسية للدفاع عن حقوق الإنسان منذ 1989 ونقابي في قطاع التعليم .عضو مؤسس سنة 2005 لحزب العمل الوطني الديمقراطي (حزب يساري)، عضو هيئته المركزية ورئيس الدائرة الثقافية به، ثم عضو بمكتبه السياسي قبل أن يستقيل من الحزب في أكتوبر 2012. أسس سنة 2004 اللجنة العربية للعمل من أجل فلسطين ويرأسها منذ ذلك الوقت. ممثل جمعية أصدقاء فلسطين بألمانيا في تونس. رئيس جمعية فريديريك بودكر كرايس بتونس (جمعية تعنى بالتشجيع على القراءة والتعريف بالمؤلفين لدى التلاميذ والطلبة وتنظيم لقاءات حوارية بينهم كما تعنى بتنظيم الملتقيات ذات الطابع الأدبي). المؤسس سنة 2012 والمنسق العام للملتقى العالمي للشعر بالمهدية. شارك في عددٍ من الملتقيات والمهرجانات والمؤتمرات الثقافية بالجمهورية التونسية وبعديد البلدان العربية والأوروبية.

## مؤلفاته
صدر له:

### في الشعر
- وجع الأسئلة، تونس 1994
- وادي الليل، تونس 2000
- مدونة الملاعين الطيبين، تونس 2001
- كيف قطعت الطريق إلي، تونس 2008
- أحلام متقاطعة، كتاب إلكتروني، تونس 2009
- قيظ حذو بحر الشمال.. ثلج في صحارى العرب، الجزائر 2011

### قصص الأطفال
- جالب المطر، تونس 2004
- كنز الأحلام، تونس 2005
- الشجرة المتكبرة، تونس 2007
- آنا وأحمد، بالاشتراك مع الكاتب الألماني يورغن يانكوفسكي، ألمانيا 2008، الطبعة الثانية، تونس 2009

### المقالة
- قفا نعجب!، تونس 2012

### في التوثيق
- دليل الكتاب التونسيين، بيبلوغرافيا، تونس 2005